# 吴宏鑫
吴宏鑫（1939年10月8日—），男，江苏丹徒人，中国控制理论与控制工程专家。现任中国空间技术研究院研究员。

## 生平
1965年毕业于清华大学自动控制系。2003年当选为中国科学院院士。